# Донгала, Эммануэль
Эммануэль Бундзеки Донгала (фр. Emmanuel Boundzéki Dongala; 14 июля 1941, Центральноафриканская Республика) — конголезский учёный-химик и писатель, пишет на французском языке.

## Биография
Отец — конголезец, мать — из Центральной Африки. Учился во Франции (Монпелье, Страсбург) и США (Ратгерский университет), по образованию химик. Был профессором химии и деканом университета Марьена Нгуаби в Браззавиле. Специальность Донгалы как химика — стереохимия и асимметрический синтез, а также экологическая токсикология. 
В 1997 переехал в США. В настоящее время возглавляет кафедру естественных наук в Bard College at Simon’s Rock (Массачусетс) и преподает африканскую франкоязычную литературу в Бард-колледже (Нью-Йорк). Является автором ряда отмеченных наградами романов, включая «Джонни Бешеный Пес» (Johnny chien méchant).

## Книги
- Винтовка в руке, стихи в кармане/ Un fusil dans la main, un poème dans la poche. — Albin Michel, 1974.
- Первородный огонь/ Le Feu des origines. — Albin Michel, 1987.
- Джаз и пальмовое вино/ Jazz et vin de palme. — Le Serpent à plumes, 1996.
- Мальчики рождаются и на звёздах/ Les petits garçons naissent aussi des étoiles.- Le Serpent à plumes, 2000.
- Джонни Бешеный пёс/ Johnny chien méchant. — Le Serpent à plumes, 2002 (литературная премия Сезам, экранизирован в 2008, )
- Групповой снимок на берегу реки/ Photo de groupe au bord du fleuve. — Actes Sud, 2010 (премия Ахмаду Курумы, французская премия Вирило)